# Saison 2025 de Súper Rugby Américas
Navigation
2024
La saison 2025 de Súper Rugby Américas est la 6e édition de la compétition qui se déroule du 14 février au 13 juin 2025. Elle oppose sept franchises d'Amérique du Sud.

## Format
Le format de la compétition n'est pas modifié pour cette édition 2025. Les équipes disputent une poule unique en matchs aller-retour. Les quatre premiers se qualifient pour les demi-finales ; la finale est programmée le 13 juin 2025.
Quatre journées appelées « Súper Lunes » voient des rencontres se dérouler le lundi afin d'éviter l'engorgement sportif des week-ends.
Les American Raptors sont remplacés par une troisième équipe argentine : les Tarucas.
| Équipe        | Ville                 | Pays      | Stade                            | Début en SLAR |
| ------------- | --------------------- | --------- | -------------------------------- | ------------- |
| Cobras        | Jacarei (São Paulo)   | Brésil    | Estádio Municipal du Cambuzano   | 2020          |
| Dogos XV      | Córdoba               | Argentine | Tala Rugby Club                  | 2020          |
| Pampas        | Buenos Aires          | Argentine | Club Atlético San Isidro         | 2023          |
| Peñarol Rugby | Montevideo            | Uruguay   | Stade Charrúa                    | 2020          |
| Selknam       | Santiago              | Chili     | Stade national                   | 2020          |
| Tarucas       | San Miguel de Tucumán | Argentine | Tucumán Lawn Tennis Club         | 2025          |
| Yacare XV     | Asuncion              | Paraguay  | Estadio Héroes de Curupayty (en) | 2020          |

## Classement et résultats

### Classement
| Rang | Club          | J  | V | N | D | Bo | Bd | Pm  | Pe  | Diff | Pts |
| ---- | ------------- | -- | - | - | - | -- | -- | --- | --- | ---- | --- |
| 1    | Pampas        | 10 | 7 | 1 | 2 | 4  | 1  | 332 | 185 | +147 | 35  |
| 2    | Dogos XV      | 9  | 5 | 1 | 3 | 5  | 3  | 347 | 216 | +131 | 30  |
| 3    | Peñarol Rugby | 9  | 6 | 0 | 3 | 4  | 1  | 225 | 192 | +33  | 29  |
| 4    | Yacare XV     | 9  | 5 | 0 | 4 | 4  | 1  | 235 | 250 | -15  | 25  |
| 5    | Selknam       | 9  | 4 | 0 | 5 | 4  | 4  | 269 | 249 | +20  | 24  |
| 6    | Tarucas       | 9  | 4 | 0 | 5 | 4  | 3  | 246 | 229 | +17  | 23  |
| 7    | Cobras        | 9  | 0 | 0 | 9 | 2  | 2  | 156 | 489 | -333 | 4   |

|  | Qualifiés pour les demi finales (no 1, no 2, no 3, no 4) |

### Résultats
L'équipe qui reçoit est indiquée dans la colonne de gauche.
| Résultats (▼dom., ►ext.) | COB   | DOG   | PAM   | PEÑ   | TAR   | SEL   | YAC   |
| Cobras                   | —     | 15-74 | 18-78 | 3-35  | -     | 21-28 | 31-38 |
| Dogos XV                 | 80-29 | —     | 20-20 | -     | 20-22 | -     | 39-29 |
| Pampas                   | 72-14 | 8-22  | —     | 24-10 | 39-22 | -     | 19-7  |
| Peñarol Rugby            | -     | 29-28 | -     | —     | 28-35 | 22-18 | 50-15 |
| Tarucas                  | 45-6  | 29-43 | 14-15 | 16-21 | —     | 41-21 | -     |
| Selknam                  | 39-19 | 45-40 | 26-31 | 17-22 | 49-24 | —     | -     |
| Yacare XV                | -     | 19-24 | 32-26 | 36-8  | 30-27 | 29-26 | —     |

- Victoire à domicile
- Match nul
- Victoire à l'extérieur

### Phase finale
|  | Demi-finales       | Demi-finales       |          |    | Finale              | Finale              |
|  | Demi-finales       | Demi-finales       |          |    | Finale              | Finale              |
|  |                    |                    |          |    |                     |                     |
|  | 6 juin, San Isidro | 6 juin, San Isidro |          |    | 13 juin, Montevideo | 13 juin, Montevideo |
|  | 6 juin, San Isidro | 6 juin, San Isidro |          |    | 13 juin, Montevideo | 13 juin, Montevideo |
|  | Pampas             | 21                 |          |    | 13 juin, Montevideo | 13 juin, Montevideo |
|  | Pampas             | 21                 |          |    | 13 juin, Montevideo | 13 juin, Montevideo |
|  | Dogos XV           | 27                 |          |    | 13 juin, Montevideo | 13 juin, Montevideo |
|  | Dogos XV           | 27                 | Dogos XV | 34 |                     |                     |
|  | 6 juin, Montevideo |                    | Dogos XV | 34 |                     |                     |
|  |                    | Peñarol Rugby      | 35       |    |                     |                     |
|  | Peñarol Rugby      | Peñarol Rugby      | 35       | 34 |                     |                     |
|  | Peñarol Rugby      |                    |          | 34 |                     |                     |
|  | Selknam            | 18                 |          |    |                     |                     |
|  | Selknam            | 18                 |          |    |                     |                     |

| Finale 14 juin 2025 | Peñarol Rugby | 35 - 34 (21 - 8) | Dogos XV | Stade Charrúa, Montevideo Arbitre : Tomás Bertazza |
| Finale 14 juin 2025 | Essai(s) : 5 Basso (en) (10e, 17e), Civetta (en) (30e), Diana (45e), Álvarez (51e) Transformation(s) : 5 Etcheverry (11e, 18e, 31e, 46e, 52e) Carton(s) jaune(s) : 2 Sanguinetti (60e), Etcheverry (80e) | Rapport          | Essai(s) : 5 Salim (39e), Moyano (60e), Gandini (71e), Greising Revol (77e), Griffo Zaradnik (80e) Transformation(s) : 4 Rodriguez (60e, 71e, 77e, 80e) Pénalité(s) : 1 Baronio (20e) Carton(s) jaune(s) : 1 Baronio (43e) | Stade Charrúa, Montevideo Arbitre : Tomás Bertazza |
| Finale 14 juin 2025 | | Rapport          | | Stade Charrúa, Montevideo Arbitre : Tomás Bertazza |